# 徐紳 (景泰進士)
徐紳（1421年—？），字公儀，河南開封府杞縣人，民籍，明朝政治人物。同進士出身。

## 生平
景泰四年（1453年）舉癸酉科河南鄉試第九名。景泰五年（1454年）中式甲戌科會試第三百二十八名，殿試登進士第三甲第一百二十五名。

## 家族
曾祖父徐璡。祖父徐景昇，曾任廣東布政司右布政使。父亲徐政，曾任副使。子徐木。